# NGC 1431
NGC 1431 (другие обозначения — UGC 2845, MCG 0-10-17, ZWG 391.33, NPM1G +02.0129, PGC 13732) — линзообразная галактика (S0) в созвездии Телец.
Объект причисляют к галактикам низкой поверхностной яркости, которые обычно являются карликовыми.
Этот объект входит в число перечисленных в оригинальной редакции «Нового общего каталога».